# Reforma gregoriańska

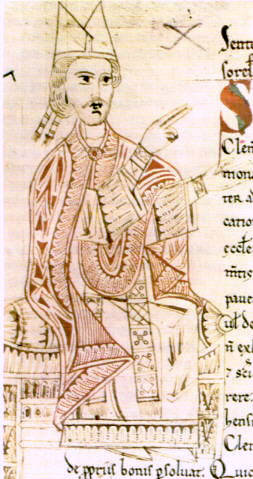
Papież Grzegorz VII

Reforma gregoriańska – zmiany przeprowadzone w Kościele w XI–XII w. Reforma wzięła nazwę od papieża (w latach 1073–1085) Grzegorza VII, jednego z jej realizatorów. Ich skutkiem było ukonstytuowanie się Kościoła jako niezależnego od władzy świeckiej hierarchicznego organizmu prawnego z papieżem na czele (zob, papocezaryzm).
Zmiany wprowadzone w ramach reformy odnosiły się do wielu obszarów:
- Zwiększono niezależność Kościoła katolickiego od władzy świeckiej. Cesarz zrzekł się między innymi prawa do mianowania biskupów (zob. spór o inwestyturę, konkordat wormacki).
- W wielu zakonach wprowadzano surowszą regułę i dążono do centralizacji ruchu monastycznego. Zakładano także nowe klasztory (zob. reforma kluniacka);
- Wzmocniono praktykę celibatu. Odtąd był on nie tylko zalecany, ale wymagany od wszystkich duchownych. Zmiana ta spotykała się jednak z dużym oporem kleru, zwłaszcza w odleglejszych od Rzymu diecezjach.
- Przeniesiono kompetencje w sprawach kanonizacyjnych z biskupów na papieża.
- Ujednolicono liturgię, upowszechniono rytu rzymsko-łacińskiego[potrzebny przypis].